# 中学生日記
『中学生日記』（ちゅうがくせいにっき）は、1972年4月9日から2012年3月16日まで放送されたNHK名古屋放送局制作のテレビドラマである。
なお、本番組の系譜はそれに先立つ1962年4月7日から『中学生次郎』（ちゅうがくせいじろう）のタイトルで放送が開始され、以後、『中学生時代』（ちゅうがくせいじだい）→『高校生時代』（こうこうせいじだい）→『われら高校生』（われらこうこうせい）→『中学生群像』（ちゅうがくせいぐんぞう）と番組タイトルを変えつつ本番組へと受け継がれており、本項目ではこれらの前身番組についても記述する。

## 概要
名古屋市にある中学校および高校を舞台にしたテレビドラマのシリーズ。基本的にはシリーズ開始から終了まで中学校を舞台としたが、1967年度と1968年度の2年間のみは中学校ではなく、「高校生の問題も扱ってほしい」という視聴者の要望を受けて、「高校生時代」→「われら高校生」として高校が舞台となったこともあった。
NHK名古屋放送局管内で1960年から放送されていた地域放送「教育相談番組」の中の企画である、再現ドラマがシリーズの前身である。1961年の名古屋放送局テレビスタジオ完成に伴い、全国放送向けの制作枠が毎週1本新設されることになり、前述の再現ドラマを単独番組とする形で、1962年に「中学生次郎」の番組名でシリーズは開始された。当初の番組スタイルは再現ドラマパートと、有識者・保護者・生徒による討論パートの2部構成であり、番組タイトルの通り、中学2年生の主人公である次郎の、学校生活や私生活などの諸問題を検証していく。当初は中学生ではなく、母親を視聴対象とした番組であった。1963年の「中学生時代」からは主人公がエピソード毎に代わる、シリーズ終了まで続くスタイルとなり、1969年の「中学生群像」からは討論パートが廃止され、ドラマをメインとする構成となり、討論パートについては年に数回、30分全編を討論形式とするスタイルとして放送されるようになった。視聴対象も当初の母親から、中学生へと変化していった。
開始当初から、教師同士の赤ちょうちんの場面が出るなど、長らく従来のホームドラマのような様相を呈していた。1990年代後半以降は視聴者の意向を受けて、次第に道徳的となっていった。
1972年の「中学生日記」より、名古屋市の公立中学校という設定の架空の中学校がドラマの舞台となり、同年度から1981年度までは名古屋市立東南中学校、1982年度から2000年度までは名古屋市立名北中学校（めいほく-）、2001年度以降は名古屋市立東桜中学校（とうおう- ）という、それぞれ架空の公立中学校を舞台とする中学生の学校生活や私生活などの諸問題を、毎回一話完結もしくは2 - 4話程度の連続ドラマを通して検証していく内容を基本としていたが、前述の通り討論形式での放送や、後継番組の「ティーンズプロジェクト フレ☆フレ」に近いスタイルでのドキュメンタリー形式での放送も年に数回実施されていた。なお、新作の放送期間は中学校における春休み・夏休み・冬休み期間中を除いた期間となっており、春休み・夏休み・冬休み期間中については過去に放送されたエピソードの再放送を実施していた。
出演していた中学生は「日記生」（にっきせい）と呼ばれていた。1972年の「中学生日記」より、生徒役としてドラマに出演する中学生を名古屋近郊から募集するようになり、毎年11月 - 12月に行われていた生徒役オーディションにより、当時名古屋近郊に在住していた小中学生の中から選出されていた他、番組後期には名古屋以外の地域に在住する中学生が日記生として出演する作品も制作されている（後述）。それらの日記生については、ほぼ全員が実名のままの役名で出演していた。
当番組の大きな特徴として、日記生の大半は番組出演当時においては芸能人ではなく、児童劇団や芸能事務所、モデルエージェンシーに所属していない素人の一般人を起用しており、オーディションによる選考基準は一般において重視される「演技力」を不問とするなど、タレントにおける基準とは全く異なり、「中学生力」を重視した選考が行われていた。放送期間が長期に渡ったこともあり、番組後期のオーディションには世代を超えた受験者も多くみられ、世代を超えて共通の体験を持てる貴重な番組ともなっていた。2008年度から番組終了までは番組サイト上で、生徒座席表と評してその週に放送される回に出演する日記生の簡単なプロフィールを、生徒手帳を模した様式で紹介していた。
また、他の一般的な学園ドラマとは大きく異なっており、ドラマの制作にあたって、その時代に合わせて移り変わる、実際に教育現場で起きている問題および中学生の日常を忠実に反映させるために、予め日記生全員にアンケート並びに個別取材を実施し、場合によっては現場の教職員や大学教授にも取材を施した。それをもとに台本ならびにストーリーが作成されるという、番組担当者が「ちょっと変わったドラマ」と評するほど、ほかに類を見ない制作体制をとっており、視聴者である中学生に共感されるようなリアリティを、芸能人ではない素人の演技により追及していく、いわば限りなくドキュメンタリー番組に近い教育ドラマが構成され、本番組の録画を教材として利用する中学校も多かった。これにより、視聴者である中学生の共感を得続け、マンネリに陥ることなく、50年にも及ぶ長命を保つことができたといえる。50年間の日記生の総数は約5000人、作成されたドラマの総数は1500本を超える。しかし、最終的には視聴者である中学生の嗜好が変化したことなどにより、番組は終焉を迎えた。
2005年に放送された「中学生日記 アーカイブス」で、1970年代以前に放送された素材テープ（2インチVTRと思われる）をNHKが保有していないことが明らかとされた。後に、同時期の少年ドラマシリーズ等と同様に、当時の熱狂的なファンがベータ規格の家庭用VTRに録り溜めたものが提供され、それを受けて幾つかの作品が再放送された。番組公開ライブラリーでも配信タイトルに含まれている。その中から2007年に「僕は、ここにいる。〜父と子の闘争日記〜」が制作されるきっかけとなった。なお、「中学生日記 アーカイブス」のタイトルはNHKが保有する過去のエピソード（主に2002年度以前作品）の再放送時にも使われていた。
1995年、第43回菊池寛賞を受賞。1996年に広島大学から「ペスタロッチー教育賞」が贈られた。

### 『中学生日記』シリーズ後期
番組開始から2002年度までは、群像劇形式で学校放送（小学校道徳）に似通った硬派な作風であり、「視聴対象である中学生、その保護者と教師に、中学生を取り巻く教育の現状を考えさせる事」を番組のコンセプトとしていた。
番組の全盛期である1975年度から1981年度にかけて風間先生役を演じた湯浅実は、『私が当番組への出演を開始した1975年頃には、全国平均2.8%の視聴率だった番組が、1982年時点では平均12%にも達するのだから、教育に対する関心の深さが知られる。「中学生日記」は昔はマニアの見る番組であったのだが、現在は立派な、そして大衆的市民権を得てしまったのである。』と述べていた。番組の全盛期であった1970年代には最高視聴率は22%に達した。
しかし、1996年度上期の視聴率は7.7%であり、更に晩期には番組の視聴対象であるティーンズ世代の嗜好の変化ならびにテレビ離れが進んだ影響、後述する2003年度からの番組リニューアルに抵抗を感じた保護者及び教師の番組離れなどにより、平均視聴率は1%台に落ち込んでいた。
2003年度には番組開始当初からのコンセプトの転換を伴う、大幅な番組リニューアルが実施され、番組の作風に変化が生じた。以後番組終了までは、それまでの群像劇形式の硬派な作品に加えて、若手の脚本家を起用し、日記生を物語の中心に据え、恋愛話（ラブコメ）・部活動など私生活・学校生活上の身近な出来事や、思春期（反抗期・第二次性徴期）特有の悩み、機能不全家族、アニメオタク、中二病、メル友と性暴力などをテーマに、時に喜劇調に、時にシリアスな演出を取り入れた作品も制作されるようになり、番組制作手法についても、スタイリッシュな映像と音楽、ポップでコミカルな演出といった斬新な手法が扱われるようになった。その変化の大きさは、「青春時代に中学生日記を見て育った大人が、昔見たイメージで今見てみるとあまりの違いにビックリする」と評されるほどのものであった。このリニューアルに伴い、視聴対象は完全に中学生一本に絞り込まれた。その背景には、これまでの予定調和的、教育的、道徳的なストーリーにとらわれず、「中学生に見てもらえる番組」を作りたいという制作者側の意図があったという。以後、以下に示すような各種のテコ入れが番組終了まで繰り返されることになる。
リニューアルに伴い、中学生の主体的な参加がより一層求められるようになり、2003年度 - 2004年度にかけては、夏休み・冬休み期間中を利用し、視聴者である中学生から脚本を募集し、採用された中学生の在学する中学校の生徒が日記生として出演する作品を「みんなでつくろう中学生日記」として、名古屋以外の地域の実在する中学校を舞台とし、その中学校の生徒達が日記生として出演する作品を「さすらい編」と題して放送したほか、2008年度からはシリーズ史上初めて、同じく夏休み期間中を利用し、日記生としてドラマに出演する生徒役を名古屋近郊以外から募集する「全国オーディション」が開始され、以後2010年度を除いて毎年実施された。
舞台が中学校であった時代については、番組開始から長年にわたり、番組で取り上げられる学年は中学2 - 3年生であり、2006年度までは高校1年生も中学3年生役として出演するというスタイルであったが、2005年度に実施された番組リニューアルでは、中学1年生についても取り上げられるようになった。これに伴い、2年間の移行期間を経て2007年度からは日記生が現役の中学生に統一され、2008年度からは「中学生日記に出演しているのは全員現役の中学生。みんなの“今のキモチ”を描きます。」が番組のキャッチフレーズとして掲げられる様になった。
生徒の制服についても、シリーズ開始から2008年度まで、男子は一貫して標準学生服（学ラン）で、女子は名古屋襟と言われる襟元が白色で広口のセーラー服であり、舞台が名古屋ということもあって男女の制服に付ける名札は東海3県の小中学校に特有の小判型縦書きというスタイルであったが、2009年度には女子の制服がリボン結びのセーラー服にリニューアルされ、それに伴い、名札が左側に校章を配した長方形の横書きのものに改められている。なお、2010年6月より男子も夏服に限ってスラックスが従来の標準服からブレザー様のグレーにリニューアルした。
2010年度にはより多くの10代に視聴してもらうための試みとして、同年4月から翌年3月の1年間にわたり、月替わりでゲストの著名人（主に先生役としてだが、例外もあり）を出演させる企画を実施した。

## シリーズの終焉
番組最終年度となった2011年度にも大幅な番組リニューアルが行われた。「中学生自身が作る中学生応援番組」をキャッチフレーズに掲げ、番組主題歌に2010年度の番組企画で視聴者である全国の中学生から募集した「中学生の今のキモチ」を基に作詞された、スキマスイッチの「石コロDays」を、教師役には若手人気俳優の風間俊介と、番組の視聴対象であるティーンズ世代に人気のある人物を起用し、番組のメインであるドラマには日記生からのアンケート・取材結果に加え、新たに番組サイトにおいて、視聴者に向けて「台本のタネ」の募集が開始され、それも台本に反映させるスタイルとするなど、ティーンズ世代の新規取り込みを狙った。しかし、同年度の名古屋地区視聴率（ビデオリサーチ）は引き続き1%前後と低迷していた。この結果を受けて、名古屋局は同年秋、次年度の生徒役募集を行わず50周年を機に大幅刷新を検討中である旨を、番組サイトで公表した。ディレクターとして20年近くに亘り番組制作に携わった、NHK名古屋児童劇団事務局長の大久保晋作は「1番難しい時期の中学生の思いや疑問を伝える場所だったので、形が変わってもその精神を引き継いでいってほしい」と述べ、半世紀にわたる名古屋局の長寿番組で起こった異変に、地元の中日新聞もこれを「打ち切りの危機」と報ずるなど、波紋が広がった。
同年12月5日、2012年3月に番組を終了し中学生向け番組を別途継続する旨が、全国紙等で報道される。番組終了に至った経緯を名古屋局関係者は『「中学生の、中学生による、中学生のための番組」として長年親しまれてきたが、近年は肝心の中学生の番組離れが止まらず、継続は困難と判断した』とした。
そして2012年1月18日、NHK名古屋放送局から同年3月16日での番組終了が正式に発表され、『中学生日記 最終回スペシャル「命」』を以て1962年の『中学生次郎』から続いたNHK名古屋放送局制作の中高生向けテレビドラマシリーズは50年の歴史に幕を下ろした。同年4月6日からは後継番組として、毎週金曜日 18:55-19:25に、同じく名古屋放送局制作の視聴者参加の中高生を取り上げる密着ドキュメント番組のシリーズの新番組『ティーンズプロジェクト フレ☆フレ』が開始されたが、2014年3月をもって終了した。
晩年の生徒役オーディション応募者の志望動機は学校生活での満足感が得られず、達成感を得たいというものが多かった。番組の終了に対する感想について、弁護士の中村和雄は「中学生が見なくなったから終了ということですが、いまの中学生が、学校生活で満足しているわけはないし、どうして見なくなったのでしょう。中学生が抱いている問題点と番組における問題設定がずれてきているのでしょうか。直面する問題点を真面目に考えることを避けるようになっているのでしょうか。それとも、中学生はそもそもテレビを見なくなっているのでしょうか。原因をぜひ中学生たちから教えて欲しい。」と述べている。
また、放送終了時点の番組チーフプロデューサーであった滝沢昌弘は、「学園ドラマは刺激的なテーマを扱うものが多いんですが、中学生日記では、あえて普通の中学生が何を思い、何を感じているのかを描くことに挑戦してきました。結果的には、それが子供たちの支持を集められなくなったということかもしれません」と述べている。
更に、桃山学院大学及び立命館大学の非常勤講師、授業担当講師を務める王令薇が2021年3月25日に京都大学において発表した論文では、『2002年度の「ゆとり教育」の本格的実施と、校内暴力や非行といった青少年問題の沈静化を背景に、「ぶつからない親子関係」「抑圧する学校から楽しい学校へ」へと中学生を取り巻く環境が変化し、中学生が不安定な心理状態やストレスの症状を持つことは少なくなり、穏やかになったものの、むしろ新たに、中学生の勉強離れや学力低下が問題として提起され始めた。この変化により、番組開始当初からのコンセプトであった「受験競争」と「選別教育」といった教育制度の問題並びに家庭教育の問題を提起するというそれまでの枠組みが成り立たなくなり、この時点で当番組の役割は既に終わっていた。しかしながら、当時の社会情勢において青少年と放送との関係が注目され、とりわけ「青少年の健全育成のための番組を充実させる」という要請の強まりと、それに伴う2003年度のリニューアルで番組コンセプトをそれまでの「教育問題への提起」から「青少年の健全育成のための番組」に転換させたことにより、この時点での番組打ち切りこそ免れたものの、当番組は制作者側によって中学生向けの番組として捉えられていくと同時に、それまで当番組を熱心に視聴し続けてきた親や教師などの大人の視聴者が、「内容がわかりにくい」「ついていけない」「演出がふざけすぎ」という理由から次第に番組から離れてゆき、中学生日記の教育議論への影響がほとんど果たせなくなり、リニューアルによって期待された青少年の健全育成への積極的な効果並びに中学生世代の取り込みについても、前者については2013年2月に開催された国際エミー賞において、2011年9月2日放送の吃音をテーマとした「シリーズ転校生 僕と君のメロディ」が同賞子どもシリーズドラマ部門を受賞するなどの放送関係者からの評価の高さとは裏腹に、後者については若者の関心の低迷により達成されたとは言い難く、「中学生日記は大人向けの番組」という世間一般の認識を番組終了まで変えることはできず、それが最終的な当番組の終了につながった。』と論じている。

## シリーズ終了後
2012年4月16日を以て、過去の放送作品のデータベースを含む番組サイトは全て削除されており、NHKオンデマンドについても配信タイトルから抹消された。その後、NHKアーカイブスサイト内に番組の概略（「テレビ60年 特選コレクション」ページ）や関係者のインタビューなどのページが開設されており、過去の番組という扱いとなっている。
番組公式サイトのインターネットアーカイブでは、1972年度から2005年度までの放送作品のデータベースをたどることができる。（中学生日記およびその前身番組の作品リストを参照）
2013年2月5日放送のNHK BSプレミアム「プレミアムアーカイブス ドラマもまた報道である」内において、1983年4月24日初回放送「やつのパンツをねらえ!!」が再放送された。
2013年2月に開催された国際エミー賞において、2011年9月2日放送の吃音をテーマとした「シリーズ転校生 僕と君のメロディ」が同賞子どもシリーズドラマ部門を受賞した。この受賞記念として、同年3月2日17時から「僕と君のメロディ」が総合テレビで再放送された。総合テレビでの放送は10年ぶりだった。
2019年にNHK-FMの連続ラジオドラマである青春アドベンチャー枠にて『元・中学生日記』のタイトルで放送した。
2023年7月17日の午後11:45～午後11:50から5分間のドラマとトークを組み合わせた番組『高校生日記』を放映開始。7月の日曜日もしくは月曜日の深夜帯に数回連続、NHK総合名古屋ローカルで放送。オーディションで選ばれた高校生が出演するミニドラマと、高校生が抱える悩みに香音と土佐兄弟が耳を傾けるトークコーナーで構成される番組。

## 番組の沿革
- 1962年4月07日 - 1963年3月30日 中学生次郎
- 1963年4月06日 - 1967年4月02日 中学生時代
- 1967年4月08日 - 1968年3月30日 高校生時代[44]
- 1968年4月07日 - 1969年3月30日 われら高校生[45]
- 1969年4月13日 - 1972年3月26日 中学生群像[46]
- 1972年4月09日 - 2012年3月16日 中学生日記

## 番組終了時点の放送時間
いずれもEテレでの全国放送（映像送出は名古屋放送局から行われていた。ただし、字幕放送・副音声解説放送テロップは東京・渋谷の放送センターから出していたことから名古屋局から放送素材を一旦東京へ送った後に送出する形となっていた。2002年度までは総合テレビで放送していた。
- 初回放送：毎週金曜日 19:25-19:55（2011年度）
- NHKワールド・プレミアム：毎週日曜日 18:10-18:40（JST）。映像送出は東京・渋谷の放送センターから行われている（名古屋局からの映像素材を受けて収録したもの）。字幕放送・副音声解説放送はない。
- 再放送：毎週土曜日（一週間遅れ） 12:30-13:00。ただし東海北陸地方（愛知・岐阜・三重・静岡・福井・石川・富山の7県）のみ、総合テレビにて毎週土曜日 9:30-10:00に放送。
  - 2007年度は本放送が毎週土曜日 21:30-22:00、再放送は本放送翌週の土曜日 10:45-11:15、2008年度は本放送が毎週土曜日 19:15-19:45、再放送が毎週土曜日 14:00-14:30、2009年度は本放送が毎週土曜日 19:15-19:45、再放送が毎週土曜日 12:30-13:00だった。
- 字幕放送・副音声の場面解説放送がある。解説者は名古屋放送局のアナウンサーが持ち回りで担当した。当初はトーク形式の「ぶっちゃけトーク」の回では行われていなかったが、後に対応するようになった。
- 月1回、過去に放送された内容を再放送する『中学生日記アーカイブス』も放送している。古い放送回では当時、字幕放送または、副音声解説放送が挿入されていないが、その回についても字幕放送・副音声解説放送を新たに追加挿入し放送される。
- 2007年9月7日初回放送「宇宙戦士アクロバッターの帰還」からハイビジョン制作となり、地上デジタル放送では連続テレビ小説同様に、解説放送がステレオ音声のデュアルステレオ（2音声目）での放送となった。なお、それ以前の作品が再放送される場合は、グレー色のサイドパネルが付される。
- NHKオンデマンド開始当初より、「見逃し番組サービス」の配信対象となっていた。

## 放送時間の変遷
| 番組名       | 期間                    | 初回放送時間                 | 再放送時間                   |
| ------------ | ----------------------- | ---------------------------- | ---------------------------- |
| 中学生次郎   | 1962年04月 - 1963年03月 | 総合 土曜09:00-09:30（30分） |                              |
| 中学生時代   | 1963年04月 - 1966年03月 | 総合 土曜09:00-09:30（30分） |                              |
| 中学生時代   | 1966年04月 - 1967年04月 | 総合 日曜11:00-11:30（30分） | 総合 水曜17:00-17:30（30分） |
| 高校生時代   | 1967年04月 - 1968年03月 | 総合 土曜11:15-11:50（35分） | 総合 日曜13:25-14:00（35分） |
| われら高校生 | 1968年04月 - 1968年10月 | 総合 日曜13:25-14:00（35分） |                              |
| われら高校生 | 1968年11月 - 1969年03月 | 総合 日曜13:00-13:35（35分） |                              |
| 中学生群像   | 1969年04月 - 1970年03月 | 総合 日曜13:00-13:30（30分） |                              |
| 中学生群像   | 1970年04月 - 1972年03月 | 総合 日曜13:05-13:35（30分） |                              |
| 中学生日記   | 1972年04月 - 1983年03月 | 総合 日曜13:05-13:35（30分） |                              |
| 中学生日記   | 1983年04月 - 1985年03月 | 総合 日曜13:00-13:30（30分） |                              |
| 中学生日記   | 1985年04月 - 1986年03月 | 総合 日曜13:00-13:30（30分） | 総合 金曜17:30-18:00（30分） |
| 中学生日記   | 1986年04月 - 1987年03月 | 総合 日曜13:00-13:30（30分） | 総合 金曜17:25-17:55（30分） |
| 中学生日記   | 1987年04月 - 1989年03月 | 総合 日曜13:00-13:30（30分） | 総合 金曜17:30-18:00（30分） |
| 中学生日記   | 1989年04月 - 1990年03月 | 総合 日曜13:00-13:30（30分） | 総合 土曜17:30-18:00（30分） |
| 中学生日記   | 1990年04月 - 1992年03月 | 総合 日曜13:00-13:30（30分） | 教育 木曜18:00-18:30（30分） |
| 中学生日記   | 1992年04月 - 1993年03月 | 総合 日曜13:00-13:30（30分） | 教育 金曜18:30-19:00（30分） |
| 中学生日記   | 1993年04月 - 1995年03月 | 総合 日曜13:00-13:30（30分） | 教育 木曜18:30-19:00（30分） |
| 中学生日記   | 1995年04月 - 1999年03月 | 総合 日曜13:00-13:30（30分） | 教育 木曜18:50-19:20（30分） |
| 中学生日記   | 1999年04月 - 2000年03月 | 総合 日曜13:00-13:30（30分） | 教育 日曜19:10-19:40（30分） |
| 中学生日記   | 2000年04月 - 2001年03月 | 総合 日曜08:30-08:57（27分） | 教育 日曜18:25-18:55（30分） |
| 中学生日記   | 2001年04月 - 2002年03月 | 総合 日曜08:25-08:52（27分） | 教育 日曜18:25-18:55（30分） |
| 中学生日記   | 2002年04月 - 2003年03月 | 総合 日曜08:25-08:54（29分） | 教育 日曜18:25-18:55（30分） |
| 中学生日記   | 2003年04月 - 2004年03月 | 教育 土曜19:25-19:55（30分） | 教育 土曜10:30-11:00（30分） |
| 中学生日記   | 2004年04月 - 2005年03月 | 教育 月曜19:00-19:30（30分） | 教育 土曜10:00-10:30（30分） |
| 中学生日記   | 2005年04月 - 2007年03月 | 教育 月曜19:00-19:30（30分） | 教育 土曜10:45-11:15（30分） |
| 中学生日記   | 2007年04月 - 2008年03月 | 教育 土曜21:30-22:00（30分） | 教育 土曜10:45-11:15（30分） |
| 中学生日記   | 2008年04月 - 2009年03月 | 教育 土曜19:15-19:45（30分） | 教育 土曜14:00-14:30（30分） |
| 中学生日記   | 2009年04月 - 2010年03月 | 教育 土曜19:15-19:45（30分） | 教育 土曜12:30-13:00（30分） |
| 中学生日記   | 2010年04月 - 2011年03月 | 教育 土曜19:15-19:45（30分） | 教育 土曜13:00-13:30（30分） |
| 中学生日記   | 2011年04月 - 2012年03月 | 教育 金曜19:25-19:55（30分） | 教育 土曜12:30-13:00（30分） |

## エピソードに関する特記事項
- 2004年5月31日、6月7日放送の「わたしたちの名前はどの辞書にも載っていない【前編】【後編】」（唯野未歩子脚本）は、前編放送後に佐世保小6女児同級生殺害事件が発生したため、再放送を取り止め、別の作品に差し替えた。主人公の女子生徒が、家庭崩壊から自立していく様を描いたシリアスな作品であり、劇中にクラスメイトが主人公にカッターナイフを突きつける行為、リストカット、主人公が下着をはさみで切り刻むといったシーンがあったため。
  - 本放送での後編は予定通り放送し、同年夏に改めて再放送する予定だったが、こちらも中止となった。再放送の是非や作品内容については、公式サイトの掲示板において賛否両論であった。
- 「川's（リバース）」（主演：弓立翔哉、金澤西（きむ たくせい）、木村駿介、竹内明日香）- 2005年4月4日放送。前身の中学生次郎からのシリーズ全体を通して、史上初めて中学1年生のクラスが取り上げられた第1回目となった作品。この4人は2008年3月15日放送の「3月行進曲（マーチ・マーチ）」にも出演した。

## スペシャル番組
- 2002年12月1日と8日にトライアルシリーズが放送された。北海道の下金山中、東京都の麹町中、京都府の深草中、熊本県の帯山中の生徒達それぞれ5人がNHK名古屋放送局のスタジオに出演した。事前に学校内で中学生日記を見てもらい、どこか好きか嫌いかを聞いてまとめた意見を元に話し合った。翌週の放送では自分たちで創ったドラマを持ち寄って、スタジオで上映した。
- 2004年度から2006年度まで全国の中学生を対象におもしろ体験談を募集し、その中から視聴者がテレゴング、携帯電話サイト、インターネット、地上デジタル放送（2006年度から）の投票によって1編を選び、実際にドラマ化するという『ナマチュー夏祭り』が毎年7月に行われ、この日は名古屋放送局内の公開スペース「プラザウェーブ21」から生放送された。再放送時には投票は受け付けていないため、電話番号部分が隠されて放送された。
- 2005年3月27日に、矢場先生役を務めた竹本孝之が出演したそれまでの4年間（2001年-2004年度）の間に共演した、かつての日記生の現在を訪ねる「いま、夢の途中」が放送された。
- 2007年1月から2008年2月度にかけて、「いじめなくしたい!プロジェクト」が行われた。当時、センセーショナルに報じられた小中学生の“いじめ”や“自殺”について、公式サイトから意見を募り、日記生によるディベート（3回）と、いじめに至るプロセスや打開策を織り込んだドラマ「決意」「理由」「信頼」（それぞれ前後編の2話構成）が放送された。
- 2007年度に「僕は、ここにいる。〜父と子の闘争日記〜」が5回シリーズとして、4月（春）・7月（夏）・11月（秋）・3月（冬…そして、春）に放映された。1978年2月26日に放送された「闘争宣言」の続編（オマージュ的作品）としており、その主人公だった近藤芳正の息子である翔（伊藤翔）が、今作の主人公という設定である。転校前の東京で受けたいじめや今後の進路に苦悩する翔を1年かけて放送された。本作は重松清と近藤芳正が企画協力しており、作中では近藤の中学時代の回想として「闘争宣言」の映像（前出の通り、視聴者からの提供で発掘されたビデオテープから復元したもの）が使われたほか、接待で利用するキャバクラや、有松天満社、愛知医科大学病院、翔が上京するために利用する名古屋駅の新幹線ホームといった、普段の作品では取り上げられないシーン（ロケ地）がある。
  - 春から秋の3本は、前番組の『土曜かきこみTV』を休止して1時間枠で放送され、4話目の「冬…そして、春」は前後編に分けて2週連続で放送された。
- 2007年8月4日に、「戦争と平和 どう教わっていますか?」と題して高井俊彦（大須先生役）が沖縄に向かい、中学生100人と戦争（沖縄戦）の話を受け継ぐことについてディスカッションする内容が放送された。
- 2008年度からは、受験や人間関係など中学生の身近なテーマを日記生が、スタジオでディベートする「ぶっちゃけトーク」の制作が開始された（年数回、録画収録）。2009年7月放送の「親がウザイってどういうこと?」には、日記生の親がスタジオに参戦した。
- 2011年5月5日に「誰もが中学生だった?中学生日記クロニクル」を放送開始50周年を記念して放送。司会は加藤晴彦と杉浦友紀。ゲストとして尾木直樹、江川達也、渡辺美奈代、河相我聞、益若つばさ、工藤綾乃。
- 2011年度は番組開始50周年を記念して、シリーズ作品「神様検索」を制作。放送は春編（4月）、夏編（7月）、秋編（11月）、冬編（2012年3月）の4本。「日記生卒業生」の加藤晴彦扮する「花屋を営む保護司」が、インターネットとのつながりに依存し不特定多数の人間に「神様」（自分を信じられる理解者）を探そうとする中学生との葛藤を描きながら、「人間が信じることの意味」を追求する。過去にこの番組の「日記生」として活動した森本レオも先輩保護司役として出演する[47]。
- 前述の通り、2008年-2009年、2011年の夏休み期間には、東桜中に転校してくるという設定で、収録となる作品の日記生を全国オーディションで選出し、「転校生シリーズ」と題して放送した[25][17][26]。2008年は8月30日・9月6日、2009年は8月29日・9月5日、2011年は8月26日・9月2日に放送。その中から、2009年の全国オーディションで主役に選出された岡山天音が、8月29日放送の「シリーズ・転校生(1)少年は天の音を聴く」で俳優デビューを果たした[48]。また、2011年9月2日放送の「シリーズ転校生 僕と君のメロディ」は、前述の通り2013年2月開催の国際エミー賞子どもシリーズドラマ部門を受賞している[41]。
- 2012年3月16日放送の最終回『中学生日記 最終回スペシャル「命」』は、閉校が決まった東桜中3年のクラスの男子生徒がいじめを苦に卒業式当日に自殺しようと画策するも、それを知った女子生徒がいじめの事実を加害者や大人たちに認めさせるよう孤立のなか奮闘する。そして「命」の重たさを共有し、東桜中最後の門出を迎えるクラスメイト達が描かれた。この番組は3月20日の13:05から総合テレビでも放送。ただし、東北地方は「被災地からの声」と「お天気バラエティー 気象転結」に差し替えた関係で時差放送される「特集小さな旅 山の歌総集編」に差し替えられた。

## 教職員役
2010年度は、月替わりでゲストの先生（11月は卒業生・2月は天使）が出演した。

### 2011年度
金剛地は2007年2月にゲスト出演の後、2007年度から準レギュラーに昇格。
- 風間俊介（神沢俊介役〔3年B組担任〕・2011年度）
- 森田彩華（瑞穂彩花役〔2年C組担任〕・2011年度）
- 高井俊彦（大須観役〔保健体育、2年B組担任、軟式テニス部顧問〕・2006年度-）
- 木村庄之助（鶴舞清志役〔社会、2年A組担任、柔道部・新聞部・料理部顧問〕・2001年度-）
- 多田木亮佑（中尾役〔体育、生活指導〕・1982-1996年度、荒畑勇吉役〔数学、3年A組担任・教務主任、野球部顧問〕・2001年度-）
- 西山諒（本山千夏役〔英語、1年A組担任、陸上部・弓道部・バスケ部顧問〕・2003年度-）
- 金剛地武志（本郷裕次郎役〔音楽、1年B組担任、吹奏楽部顧問〕・2007年度-）
- 伊藤みづめ（伏見静香教頭・2001年度-）
- 伊沢勉（大曽根勉校長・2008年度-）

## 中学生日記および前身番組に出演した人物

### 有識者
- 重松鷹泰（中学生次郎→中学生時代）
- 堀要（中学生次郎）
- 広岡亮蔵（中学生次郎→中学生時代）
- 沢田秀一（中学生時代）
- 河盛好蔵（中学生時代）
- 橋爪貞雄（中学生時代→高校生時代）
- 石黒大義（中学生時代）

### 教師等
- 金子辰雄（「われら高校生」司会）
- 天野鎮雄（1966-1971年度…【役名は不明】）
- 倉田保昭（1970年頃…体育教師役【役名は不明】）
- 横光勝彦（1972年度…谷口役）
- 藤田康雄（1972-2000年度…1972-1981年度は宮本、1982-2000年度は曽根役）[49]
- 松枝錦治（1973年度…松川役）
- 杉本孝次（1974年度…杉真二役）
- 湯浅実（1975-1981年度…風間役）
- 東野英心（1982-1988年度…東役）
- 野沢由香里（1985-1988年度…池田役）
- 岡本富士太（1989-1995年度…南役、3年C組担任）[50]
- 久下香織子（1990-1991年度…早川役）
- 堀田和則（1990-2000年度…中村役）
- 藤本喜久子（1992-1995年度…守山役）
- 水木薫（1992-1993年度…上田役）
- 鈴木林蔵（1992年-2007年度…日比野校長役）
- 土門廣（1996-1997年度…春日役、3年生担任）[51]
- 高橋美香（1996-1997年度…清水役、2年生担任）[51]
- いとうまい子（1998-2000年度…仲川みどり役、3年生担任）[51]
- ジャイアント茶所（1998-2000年度…星和正役、2年生担任）[51]
- 斧アツシ（1998-2000年度…笠寺役）
- 佐藤満月（2001-2002年度…若宮役）
- 竹本孝之（2001-2005年度…矢場役）
- 松田泰基（?-2009年度…高岳役）
- みれいゆ（2003-2006年度…黒川役）
- 鈴木重子（2005-2010年度…野並朋子養護教師）
- モロ師岡（2006-2009年度…御器所役）
- 浜丘麻矢（2007-2009年度…志賀役）
- 南翔太（2010年4月度…原翔太役〔国語、非常勤講師〕）
- 嶋大輔（2010年4月度…室田大輔役〔保健体育、3年B組担任〕）
- 河相我聞（2010年5月度・2011年3月度…伝馬我聞役〔国語、3年D組担任〕）
- なだぎ武（2010年6月度…八田武役〔臨時養護教師〕）
- 上原美優（2010年7月度…植田美優役〔スクールカウンセラー〕）
- 中澤裕子（2010年9月度…吹上恵子役〔家庭科、生徒指導主事〕）
- 石川梨華（2010年10月度…桜山リカ役〔教育実習生〕）
- 半田健人（2010年12月度…浅間考太郎役〔理科、3年E組担任〕）
- 吉田栄作（2011年1月度…本陣達也役〔国語、2年〕）

### 生徒（50音順）
後述の条件があるため、生徒役のほとんどは愛知県出身もしくは愛知県で学生時代を過ごした人物である。
- ANZA（大山アンザ）
- 石原英秀
- 伊武雅刀（1967年度に出演）
- 今井夏木（1987年度に出演）
- 岩名美紗子
- 大川泰雅
- 大塚水月
- 大西亜玖璃（2011年9月2日放送「シリーズ・転校生(2)僕と君のメロディ」に出演）
- 大村波彦
- 岡田有希子（当時は本名の佐藤佳代で出演）
- 岡本祐佳（1983年度から2年間出演）
- 岡山天音（2009年8月29日放送「シリーズ・転校生(1)少年は天の音を聴く」に転校生役で出演）
- 加藤一徳
- 加藤晴彦
- 風祭ゆき（吉田さより）[52]
- 上堂薗恭子（2004年度から2年間出演）
- 川島なお美
- 河西莉子（当時は本名の川瀬莉子で出演）
- 岸田あさみ（2002年度から3年間出演。「シリーズ・キックオフ ファイティングチャンス」主演）
- 城戸廉
- 木本花音
- 熊崎晴香
- 胡桃坂仁志
- 建蔵
- 古賀亘
- 小西博之
- 小山愛理（2005年度に出演）
- 近藤芳正（1977年度から2年間出演し、1978年放送の「闘争宣言」で主演。2007年度では同じ役の30年後となる父親役で出演）[53]
- 佐藤仁美
- 澤井法光
- 澤田怜央
- 椎名鯛造（2001年⋯椎名鯛造 役）
- 重信友里
- 杉山佳寿子（「中学生時代」）
- 髙橋美香（MIKA）
- 竹下景子（「中学生群像」。『中学生日記 最終回スペシャル「命」』にも閉校となる東桜中の統合先の中学校校長役で出演）[54]
- 玉木宏
- 田山涼成（「中学生次郎」、「われら高校生」）
- 露の団姫（2002年度に当時の本名の鳴海ハトルで出演）
- 東塚菜実子
- 戸田恵子（1971年度 - 1973年度。『中学生日記 最終回スペシャル「命」』にも出演）
- 中野良子（「中学生時代」）
- 野村小三郎（1985年度から3年間出演）
- 葉山レイコ
- 平野文（「中学生群像」）
- ひらの真弥（1994年度から2年間出演。2010年度には亀島役で出演）
- 広田さくら
- 古川愛李
- 松本美奈子
- 水谷美月（1998年度から2年間出演）
- 三ツ矢雄二（1972年度に出演）
- 森本レオ（1967年度に出演）
- 山下佳代
- 山田詩子
- 若林倫香（2009年度に出演）

### その他ゲスト
- 金沢碧（1993年…安城養護教諭）
- 下川辰平（1999年）
- 山本ゆか里（1999年）
- 中川貴志（ランディーズ。2006年度第1回…大須の友人役）
- 松井玲奈（2010年11月度…森川玲奈役〔高校生、東桜中卒業生〕）
- 片桐仁（2010年11月度…上前津仁役〔編集者、東桜中卒業生〕）
- 島かおり（2010年11月度…一人暮らしの祖母役〔東桜中卒業生〕）
- ザ・たっち（2011年2月度…たくや・かずや役〔新米天使〕）

### 番組キャラクター
2011年度からは番組キャラクターとして「チュッキー」（声：中根江深）と「ニッキー」（声：YO!YO!YOSUKE）が登場した。中学生のみんなのキモチが集まる場所「チューボーランド」の住人という設定で、番組終了までオープニングとエンディングでの掛け合いなどで登場した。

## オープニングメッセージ
2003年度-2006年度の4年間は、ドラマ本編開始前にその日放送されるドラマのテーマについての意見・感想を語る、オープニングメッセージが存在した。2003年度は前年度までに中学校を卒業した著名人が担当し、「元中学生・○○（○○には担当する著名人の名前が入る）」として、本人の中学校時代のエピソード、卒業生として今、後輩の中学生達に伝えたいことを交えて紹介した。2004年度-2006年度はその回の主役を務める日記生もしくは先生役が担当した。

## 番組主題歌
2001年度までの通常放送では主題歌は設けられておらず、オープニング時にチェンバロ演奏による独自のテーマ曲が、エンドロール時にオリジナルのBGMが流れることが多い。他には2010年1月9日放送の「内申アップ大作戦」のエンドロール時においてはいきものがかりの「Happy Smile Again」が使用されるなど、ティーンズ世代に人気のある歌手の楽曲が使用されることもあった。
- 2001年度に番組主題歌がシリーズ40周年を記念して製作された。シリーズ開始以来、校歌やオリジナルのBGMは存在していたが主題歌というのは初めてであった。タイトルは「一瞬の青」という曲で当時番組に出演していた男子生徒7人組（佐藤卓、高津覚、豊増信秀、鳥飼友紘、伴拓也、山本暁翔、湯浅景介）のユニットの「Nycks（にっくす）」として歌っている。またNHKとしては権利の問題で公には発表していないが当時CD発売もされていた。当時行われた40周年記念番組や番組出演者の同窓会などでも歌が披露された。
- 2007年度に放送された「僕は、ここにいる。〜父と子の闘争日記〜」においても、シリーズ限りの主題歌芙咲由美恵「風ふくとき」が使われている。
- シリーズ50年目を迎える2011年度からオープニング映像がテレビアニメーションのオープニングテーマ風に一大刷新され、（2008年度からの番組テーマでもある）「中学生の今のキモチ」を基に地元出身であるスキマスイッチが書き下ろした[31][32]「石コロDays」を流す形態となった。映像は中学生の日常風景を津々浦々描写したもので、監督は田澤潮、アニメーション制作はコミックス・ウェーブ・フィルムとなっている。

## 出版物

### 書籍
ポプラ社刊
1993年-1995年にかけて、ポプラ社より刊行時点までに放映された作品をノベライズ書き下ろしにした「ポプラ社版・NHK中学生日記」が刊行された。全29巻。
四季社刊
2002-2003年にかけて、四季社より「いのちとこころのNHK中学生日記」シリーズが刊行された。監修は学者の有馬朗人・宮坂宥勝。全6巻。
番組で取り上げられたテーマをピックアップし、深く掘り下げて問題提議させた読み物“ノベル・ドキュメント”（一部ルポやノンフィクションを交えている）と2巻以降は専門家と著名人による対談で構成されている。2002年度までの番組は重みのあるテーマと雰囲気であり、書籍も最新の事情を採り入れつつ中学生向けとしてはシリアスで硬派な内容となっている。
- 1巻「なぜ学校に行かなきゃいけないの-進路・進学/不登校/内申書」
- 2巻「死ぬのは怖い」対談：河合隼雄・大平光代
- 3巻「あれも欲しいこれも欲しい―アルバイト/万引き/遊び」対談：木村治美・村上陽一郎
- 4巻「ひとりで生きられますか?」対談：永六輔・船津貴弘（番組ディレクター）
- 5巻「恋は何色」対談：大槻ケンヂ・室井佑月
- 6巻「誰も自分のことをわかってくれない-けんか/コンプレックス/教師・親」対談：立松和平・伊藤幸弘

太田出版刊
2003年の番組リニューアル後の作品から選り抜いた2作を、ノベライズ書き下ろしにした「小説 中学生日記」が太田出版から刊行された。ヤングアダルトを意識し挿し絵はゴツボ☆マサル、カバーデザインは伊藤たかみのジュブナイル小説「ぎぶそん」を手がけた兄のゴツボ×リュウジを起用している。
「小説 中学生日記」
ノベライズ：橋本美香&羽生健太
- 「僕たちオトコの子?」（原案：萩生田宏治）
- 「地底人伝説」（原案：鈴木卓爾・唯野未歩子）

NHK出版刊
2007年に大元である日本放送出版協会（NHK出版）から2003年度以降放送された作品を選り抜き、コミカライズと作品に関係するエッセイを収載した「NHK中学生日記」シリーズが刊行されている。1巻目を除き、表題作がコミカライズとなり、別に1〜2作品が短編のノベライズとして併載されている。
- 1巻「誰にも言えない〜サバイバー〜」（作：さいふうめい）
- 2巻「ママと私の中2デビュー」（作：寺嶋奈美子）
- 3巻「ボクの生えいずる悩み」（作：山本雄史）

### ビデオ
2002年にNHKソフトウェアより、2001年前後とそれ以前に放映された作品を1話ずつ収録したVHSビデオソフトが数巻発売された。

### DVDビデオブック
2008年に毎日コミュニケーションズより、2007年度に放送された「いじめ、なくしたい!」シリーズ6話分を付録DVDに綴じ込んだ「NHK中学生日記DVDブックいじめ、なくしたい!」が発売されている。

## 備考
- 一時期、教師の役名が名古屋市営地下鉄の駅名からとられていた。これにちなみ、NHK名古屋が地下鉄に出した当番組の広告では教師が路線図形式で紹介されていたことがある。
- 2005年度2年生の関戸優希が角川映画などが主催された「ミス・フェニックス」オーディションでスカウトされた。結果はインターネット投票2位で、準グランプリに受賞した。
- 番組終了時点において生徒役オーディションの参加資格があったのはNHK名古屋放送局まで新幹線を除く公共交通機関を使い40分以内の範囲に住む小学6年生 - 中学2年生である[5][6]。愛知県のNHKテレビで生徒役募集の告知をする際には必ずその旨を伝えていた。これは、綿密なリハーサルを平日の18〜20時に行っていたからである。よって名古屋市とその周辺市町村に住む小中学生以外は出演することができなかった。なお、同局の最寄り駅は栄駅・栄町駅であり、名古屋市内でも40分でたどり着くのが難しいエリアがある。夏休み期間の収録であれば必ずしもこの制約は問われないため、前述のように「転校生シリーズ」が制作されることもあった。番組開始から長らく、中学2年生から高校1年生までだった出演資格は、2005年度から中学1年生の出演が開始されたことにより、同年度に出演開始した生徒からは出演資格が中学卒業までに変更された[57]。ただし、2004年度以前から出演していた生徒については引き続き高校1年生まで出演資格があり、その関係で2006年度までは引き続き高校1年生も出演していた。但し、飲酒や喫煙シーンもあり、この場合の生徒役は20歳以上の喫煙者を充てていた。